# Sillarsville
Sillarsville est un village de l'Est du Québec situé sur la péninsule gaspésienne dans la région de la Gaspésie–Îles-de-la-Madeleine faisant partie de la municipalité de Ristigouche-Sud-Est dans la municipalité régionale de comté d'Avignon au Canada.

## Toponymie
Le nom de Sillarsville est en l'honneur de James et Ducun Sillars à qui a été concédé le lot 22 d'une superficie de 217 acres dans le rang Ristigouche le 16 octobre 1862. Le nom a déjà été orthographié sous le forme de Sellarsville.

## Histoire
L'endroit a eu son propre bureau poste du 1er décembre 1928 au 16 septembre 1959 sous le nom de Sillarsville.

### Source en ligne
- Commission de toponymie du Québec